# Cross Creek
Cross Creek is een Amerikaanse biografische romantische dramafilm uit 1983, geregisseerd door Martin Ritt met in de hoofdrol Mary Steenburgen als schrijfster Marjorie Kinnan Rawlings. De film is deels gebaseerd op Rawlings' memoires Cross Creek uit 1942.

## Verhaal
In 1928 besluit Marjorie Kinnan Rawlings, een jonge vrouw uit New York die geen succes heeft als schrijfster, nadat haar laatste manuscript is afgewezen naar Cross Creek in Florida te verhuizen. Ze koopt daar een sinaasappelplantage, die in slechte staat blijkt te zijn. Toch begint ze al het mogelijke te doen om het bedrijf vooruit te helpen. Hiervoor zal ze hulp inhuren en krijgen van verschillende bewoners.

## Rolverdeling
| Acteur           | Personage                |
| ---------------- | ------------------------ |
| Mary Steenburgen | Marjorie Kinnan Rawlings |
| Rip Torn         | Marsh Turner             |
| Peter Coyote     | Norton Baskin            |
| Dana Hill        | Ellie Turner             |
| Keith Michell    | Preston Turner           |
| Alfre Woodard    | Beatrice "Geechee"       |
| Malcolm McDowell | Max Perkins              |

## Release
De film ging in première op 16 mei 1983 op het Filmfestival van Cannes.

## Ontvangst
Op Rotten Tomatoes heeft Cross Creek een waarde van 59% en een gemiddelde score van 3,70/10, gebaseerd op 17 recensies. Op Metacritic heeft de film een gemiddelde score van 59/100, gebaseerd op 12 recensies.

## Prijzen en nominaties
| Jaar | Prijs                    | Categorie                               | Genomineerde(n)   | Uitslag     |
| ---- | ------------------------ | --------------------------------------- | ----------------- | ----------- |
| 1983 | Filmfestival van Cannes  | Gouden Palm (beste film)                | Martin Ritt       | Genomineerd |
| 1983 | National Board of Review | Top 10 Films                            | Top 10 Films      | Gewonnen    |
| 1984 | Academy Awards (Oscars)  | Beste mannelijke bijrol                 | Rip Torn          | Genomineerd |
| 1984 | Academy Awards (Oscars)  | Beste vrouwelijke bijrol                | Alfre Woodard     | Genomineerd |
| 1984 | Academy Awards (Oscars)  | Beste kostuumontwerp                    | Joe I. Tompkins   | Genomineerd |
| 1984 | Academy Awards (Oscars)  | Beste originele muziek                  | Leonard Rosenman  | Genomineerd |
| 1984 | NAACP Image Awards       | Outstanding Actress in a Motion Picture | Alfre Woodard     | Gewonnen    |
| 1984 | Young Artist Awards      | Beste familiefilm                       | Beste familiefilm | Genomineerd |
| 1984 | Young Artist Awards      | Beste jonge vrouwelijke bijrol          | Dana Hill         | Genomineerd |